# NH농협금융지주
NH농협금융지주는 농협중앙회의 금융업부문을 별개로 분리하여 만들어진 지주회사이다.

## 연혁
- 1961년 8월 : 농업은행과 농업협동조합 설립
- 1997년 3월 : 농협선물(현 NH선물) 설립
- 2000년 7월 : 농협·축협·인삼협동조합중앙회 통합
- 2003년 1월 : 농협CA투자신탁운용(현 NH-Amundi자산운용) 설립
- 2006년 2월 : NH농협증권(구 세종증권) 출범
- 2008년 6월 : NH캐피탈(현 NH농협캐피탈) 출범
- 2009년 11월 : 독자 브랜드 NH채움카드 출시
- 2012년 3월 : NH농협금융지주 출범
- 2014년 6월 : NH저축은행(구 삼화저축은행 | 구 우리금융저축은행) 출범
- 2015년 1월 : NH농협증권과 우리투자증권이 합병하여 NH투자증권 출범
- 2015년 9월 : NH농협선물과 우리선물이 합병하여 NH선물 출범
- 2018년 7월 : NH농협리츠운용 출범
- 2019년 11월 : NH벤처투자 출범

## 역대 회장
- 제1대: 신충식 (2012)
- 제2대: 신동규 (2012~2013)
- 제3대: 임종룡 (2013~2015)
- 제4대: 김용환 (2015~2018)
- 제5대: 김광수 (2018~2020)
- 제6대: 손병환 (2021~2022)
- 제7대: 이석준 (2023~2025)
- 제8대: 이찬우 (2025~)

## 자회사 구성
- NH농협은행
  - NH농협카드
- NH농협캐피탈
- NH농협생명보험
- NH농협손해보험
- NH-Amundi자산운용 (구 NH-CA자산운용)
- NH투자증권 (구 동아증권 | 구 세종증권 | 구 NH농협증권 | 구 우리투자증권)
- NH선물 (구 NH농협선물 | 구 우리선물)
- NH헤지자산운용
- NH저축은행 (구 삼화저축은행 | 구 우리금융저축은행)
- NH농협리츠운용
- NH벤처투자
- 서울시메트로9호선

## 같이 보기
- 농업협동조합
- 서울시메트로9호선
- 수도권서부고속도로
- 용인경량전철
- 이레일
- 경기고속도로